# Ivana Maksimović
Ivana Maksimović (serbs. Ивана Максимовић; ur. 2 maja 1990 r. w Belgradzie) – serbska strzelczyni sportowa, wicemistrzyni olimpijska 2012 z Londynu w konkurencji karabinu małokalibrowego w trzech postawach na dystansie 50 m.
Jest córką Gorana, jugosłowiańskiego strzelca sportowego i mistrza olimpijskiego.
W 2015 jej mężem został Danilo Anđušić, który jest koszykarzem.

## Igrzyska olimpijskie
| Igrzyska | Miejscowość    | Konkurencja                               | Kwalifikacje | Kwalifikacje | Finał                   | Finał                   |
| Igrzyska | Miejscowość    | Konkurencja                               | Wynik        | Pozycja      | Wynik                   | Pozycja                 |
| -------- | -------------- | ----------------------------------------- | ------------ | ------------ | ----------------------- | ----------------------- |
| IO 2012  | Londyn         | Karabin pneumatyczny, 10 m                | 392          | 37.          | Nie zakwalifikowała się | Nie zakwalifikowała się |
| IO 2012  | Londyn         | Karabin małokalibrowy, trzy pozycje, 50 m | 590          | 2. Q         | 687,5                   | srebro                  |
| IO 2016  | Rio de Janeiro | Karabin pneumatyczny, 10 m                | 415,4        | 12.          | Nie zakwalifikowała się | Nie zakwalifikowała się |
| IO 2016  | Rio de Janeiro | Karabin małokalibrowy, trzy pozycje, 50 m | 578          | 19.          | Nie zakwalifikowała się | Nie zakwalifikowała się |